# Deception (film 1913)
Deception è un cortometraggio muto del 1913 diretto da William J. Bauman (come W.J. Bauman)-

## Produzione
Il film fu prodotto dalla Vitagraph Company of America.

## Distribuzione
Distribuito dalla General Film Company, il film - un cortometraggio in una bobina - uscì nelle sale cinematografiche statunitensi il 9 dicembre 1913.